# Gerhard Goßmann

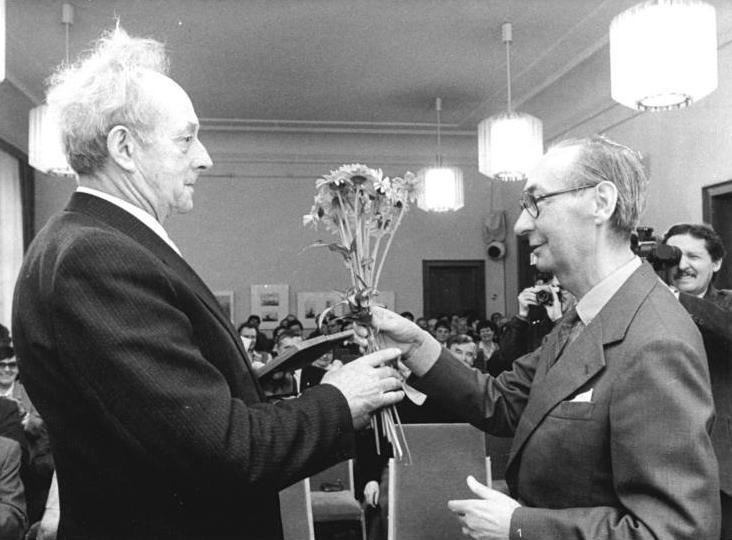
Gerhard Goßmann (links) und Werner Klemke, 1986

Gerhard Goßmann (* 1. November 1912 in Guben; † 25. Juli 1994 in Bad Saarow-Pieskow) war ein deutscher Graphiker und Illustrator. Er wurde insbesondere durch seine Illustrationen von Abenteuer- und Jugendbüchern bekannt.

## Leben

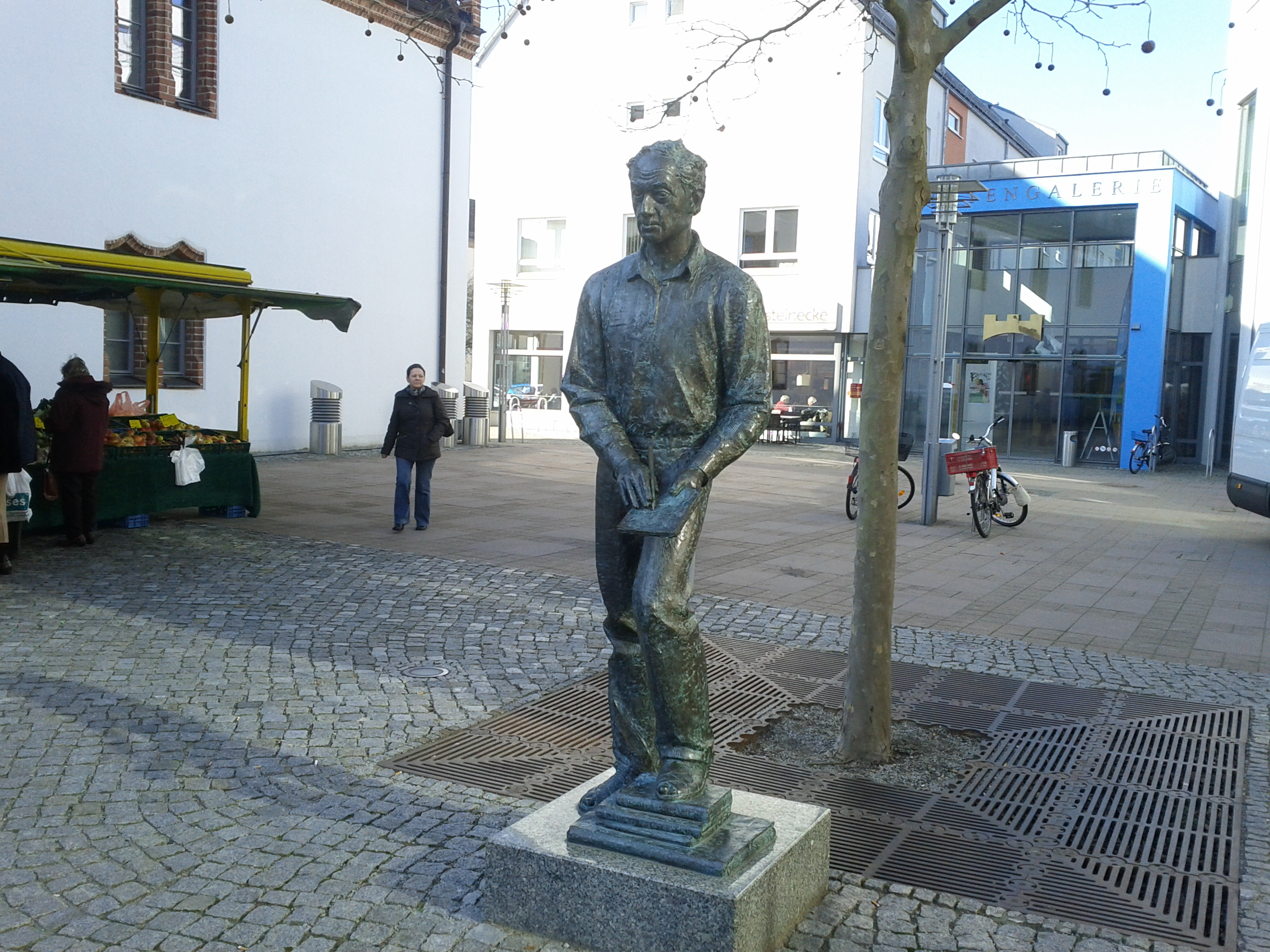
Denkmal für Gerhard Goßmann (1912–1994) – Statue von Robert Metzkes, 2009, in Fürstenwalde/Spree

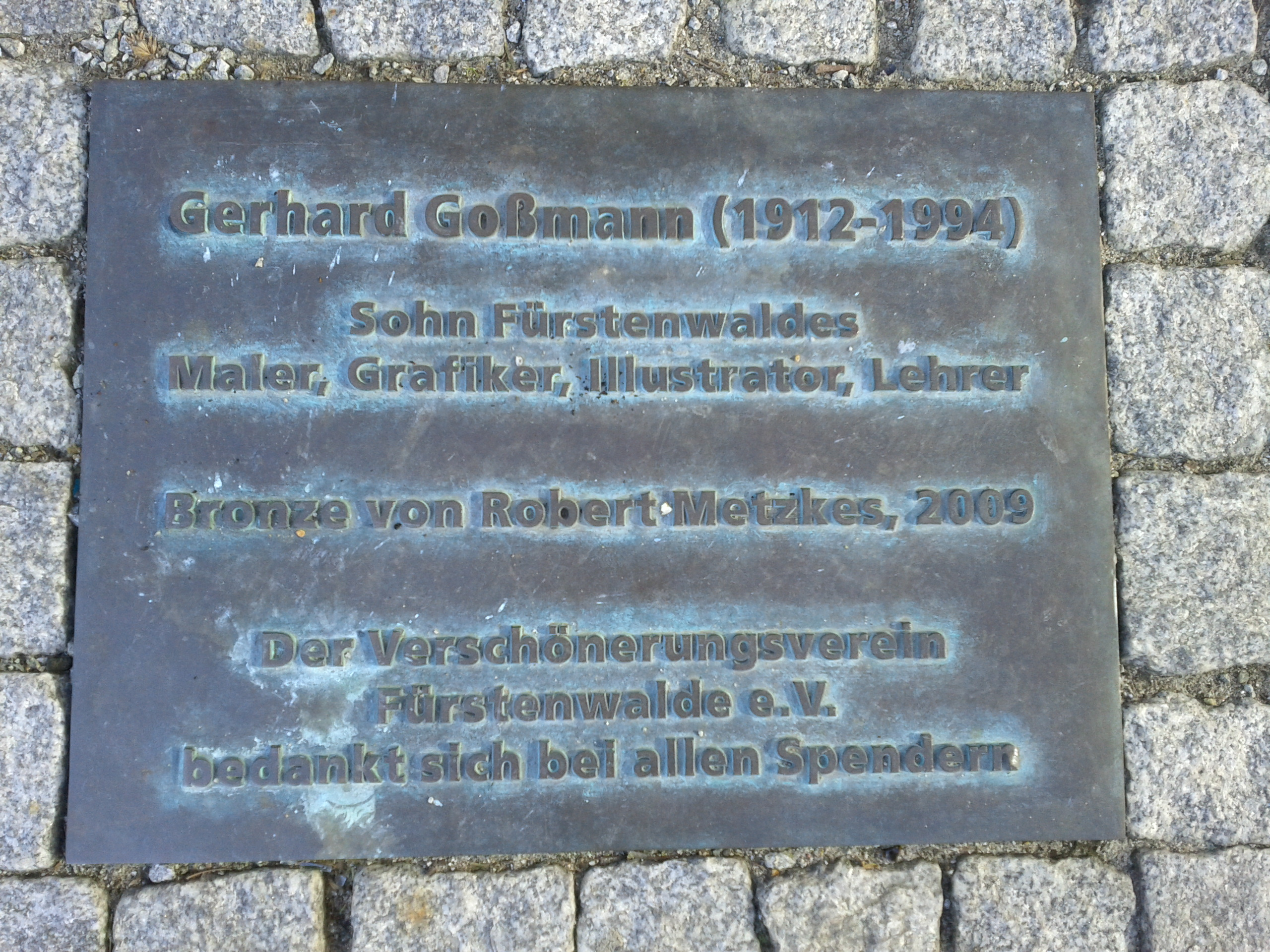
Tafel zum Denkmal Gerhard Goßmanns von Robert Metzkes

Goßmann wuchs ab 1917 in Fürstenwalde/Spree auf. Zwischen 1928 und 1932 absolvierte er eine Lehre als Schrift- und Chromolithograph in Berlin und besuchte im Abendstudium Zeichenkurse an der Kunstgewerbe- und Handwerkerschule Charlottenburg. Von 1932 bis 1935 studierte er an der Höheren Graphischen Fachschule Berlin. Seit 1935 widmete er sich der Buchgestaltung, unter anderem für die Verleger Rowohlt und Kiepenheuer. Bekannt wurden seine Umschlagillustrationen für die deutsche Ausgabe des Erfolgsromans Vom Winde verweht. Während des Zweiten Weltkriegs war er als Soldat in Skandinavien stationiert.
Ab 1945 arbeitete er zunächst als Lehrer für Kunsterziehung, ab 1955 als freischaffender Graphiker. Insbesondere durch seine detailgenauen, doch lebendigen, phantasie- und stimmungsvollen Illustrationen sowohl von klassischen Jugend- und Abenteuerbüchern der Reihe Spannend erzählt als auch von Klassikern der Weltliteratur wurde er einem breiten Publikum bekannt. Der Künstler verwendete zumeist die Federzeichnung, beherrschte aber auch die Lithographie und die Radierung, später wandte er sich mehr der Malerei zu. Er illustrierte an die 250 Werke der Weltliteratur. 1968 schuf Goßmann in Zusammenarbeit mit der Meißner Porzellanmanufaktur die Maxim-Gorki-Stele in Bad Saarow. Beidseitig sind 384 Fliesen unter dem Motiv Lied vom Sturmvogel angebracht. Das Poem hatte Maxim Gorki 1901 nach einer Studentendemonstration in Sankt Petersburg, die durch das brutale Eingreifen der Polizei in einem Massaker endete, verfasst. Die Stele steht vor der Maxim Gorki Schule in der Pieskower Straße 31 und wurde 2013 in die Liste der Baudenkmale aufgenommen.
Goßmann war Mitglied und ab 1977 Ehrenmitglied des Verbands Bildender Künstler der DDR. Er hatte in der Zeit der DDR eine große Zahl von Einzelausstellungen und Ausstellungsbeteiligungen, u. a. 1958/1959, 1962/1963 und von 1972 bis 1983 an der Vierten und Fünften Deutschen Kunstausstellung und der V II. bis IX. Kunstausstellung der DDR in Dresden. Im Stadtmuseum Fürstenwalde ist dem Künstler seit 1991 eine Sonderausstellung gewidmet. Seine im Jahr 2002 aus dem Nachlass herausgegebene Autobiographie erschien unter dem Titel Geboren 1912. In der Fußgängerzone Am Markt steht seit 2009 ein Bronze-Denkmal von Robert Metzkes.
Die Stadt Fürstenwalde unterhält ein Gerhard Gossmann-Archiv, dem 2013 u. a. ein Konvolut aus 574 Kunstwerken, Zeichnungen, Grafiken, Radierungen, Tafelbildern, Illustrationen in Büchern, Aquarelle und Mischtechniken auf Papier, zugeordnet wurde. Ein umfangreiches Depositum künstlerischer Arbeiten Goßmanns befinden sich in der Kinder- und Jugendbuchabteilung der Staatsbibliothek zu Berlin.

## Werke (Auswahl)

### Illustrationen zu Büchern (Auswahl)
- Anton Mayer / Pseudonym Johannes Reinwaldt: Walther von der Vogelweide. Ein Minnesänger-Roman. Berlin: Volksverband der Bücherfreunde 1935
- Margaret Mitchell: Vom Winde verweht. Hamburg: Verlag Henry Goverts 1937 (u.ö.)
- E. T. A. Hoffmann: Knarrpanti. Berlin: Verlag Das neue Berlin 1952 (u.ö.)
- James Fenimore Cooper: Der letzte Mohikaner. Berlin: Verlag Neues Leben 1954
- Die Wunderblume. Märchen aus der Sowjetunion. Berlin: Verlag Kultur und Fortschritt 1955
- James Fenimore Cooper: Pfadfinder. Berlin: Verlag Neues Leben, 1955
- Daniel Defoe: Robinson Crusoe. Berlin: Verlag Neues Leben 1957 (u.ö.)
- Die Zauberkappe. Georgische Märchen. Berlin: Verlag Kultur und Fortschritt 1957
- Miguel de Cervantes: Don Quijote. Berlin: Kinderbuchverlag 1959
- Wilhelm Hauff: Die schönsten Märchen von Wilhelm Hauff. Verlag Neues Leben, Berlin, 1961
- Charles Dickens: David Copperfield. Berlin: Verlag neues Leben 1960
- Jules Verne: Keraban, der Starrkopf. Verlag Neues Leben, Berlin, 1967
- James Fenimore Cooper: Wildtöter. Berlin: Verlag Neues Leben 1969 ff. (Spätere Lizenzausgaben im Heyne-Verlag)
- Walter Krämer: Wunder der Welt. Urania-Verlag, Leipzig - Jena - Berlin, 1971
- Kurt David: Der Bär mit dem Vogel auf dem Kopf. Geschichten und Bilder aus der Mongolei. Der Kinderbuchverlag Berlin, 1977
- Karl Wilhelm Salice-Contessa: Fantasiestücke eines Serapionsbruders. Berlin: Unionsverlag 1977
- Götz Richter: Tropengewitter. Der Kinderbuch-Verlag, Berlin, 1980
- Günter Alder (Hrsg.): Er war mein Freund, mein Kampfgefährte. Lyrik aus dem vaterländischen Krieg. Militärverlag, Berlin, 1987
- Gossmanns Kindereien und lustige Gedichte. Berlin: Kinderbuchverlag 1988
- Gustav Schwab: Griechische Heldensagen. Berlin: Altberliner Verlag 1989

### Tafelbilder (Auswahl)
- Barrikade 1848 (Öl, 1952; auf der Dritten Deutschen Kunstausstellung)[4]
- Demonstration für Ernst Thälmann (Öl; auf der Fünften Deutschen Kunstausstellung)[4]
- Angela Davis (Öl, 1972; auf der VII. Kunstausstellung der DDR)[4]
- Weimarer Wintermärchen (Öl. 1976; auf der VIII. Kunstausstellung der DDR)[4]

### Grafik (Auswahl)
- Don Quijote (Radierung; u. a. im Bestand des Lindenau-Museums Altenburg/Thüringen)[4]
- Drachenbucht (Zeichnung, schwarzer Filzstift, 1982; u. a. im Bestand des Otto-Dix-Hauses Gera)[4]

## Ehrungen
- 1960: Kunstpreis des Bezirks Frankfurt/Oder für Buchillustrationen
- 1972: Vaterländischer Verdienstorden in Bronze
- 1977: Heinrich-von Kleist-Kunstpreis des Rates der Stadt[5] Frankfurt/Oder (erster Preisträger neben Wieland Förster)
- 1979: Vaterländischer Verdienstorden in Silber
- 1982: Nationalpreis der DDR III. Klasse für Kunst und Literatur
- 1986: Käthe-Kollwitz-Preis der Akademie der Künste der DDR.
- Auszeichnung seiner Bücher als Schönste Bücher der DDR
- Ehrenbürgerschaft der Stadt Fürstenwalde (postum)
- die Gerhard-Goßmann-Grundschule in Fürstenwalde trägt seinen Namen

## Einzelausstellungen (unvollständig)
- 2012 Fürstenwalde, Haus Brandenburg (Werke aus der Privatsammlung von Hans-Dieter Winkler, Chorin)
- 2012 Fürstenwalde, Kunstgalerie Fischmühle („Bilder für Bücher“)
- 2013 Chorin, Abthaus des Klosters Chorin ("Gerhard Goßmann zum 100. Geburtstag")